# Kouroussa (prefectuur)
Kouroussa is een prefectuur in de regio Kankan van Guinee. De hoofdstad is Kouroussa. De prefectuur heeft een oppervlakte van 15.860 km² en heeft 268.630 inwoners.
De prefectuur ligt in het oosten van het land. Het bestaat voornamelijk uit savanne en wordt doorkruist door de rivier de Niger. 
De prefectuur wordt bewoond door de islamitische etnische groepen Malinke en Dialonke. De stad Kouroussa heeft een gedenkteken voor de Franse ontdekkingsreiziger René-Auguste Caillié, die in 1828 als eerste Europeaan Timboektoe ontdekte.
In Kouroussa worden rijst, uien, gierst, pinda's, sesam en katoen verbouwd en vee gehouden. De stad was vroeger een belangrijk handelscentrum voor wilde rubber en goud. Tegenwoordig wordt de rijst uit de vruchtbare Niger-vallei geëxporteerd. Van half juni tot half december is de Niger bevaarbaar tot in Bamako in Mali.

## Subprefecturen
De prefectuur is administratief verdeeld in 12 sub-prefecturen:

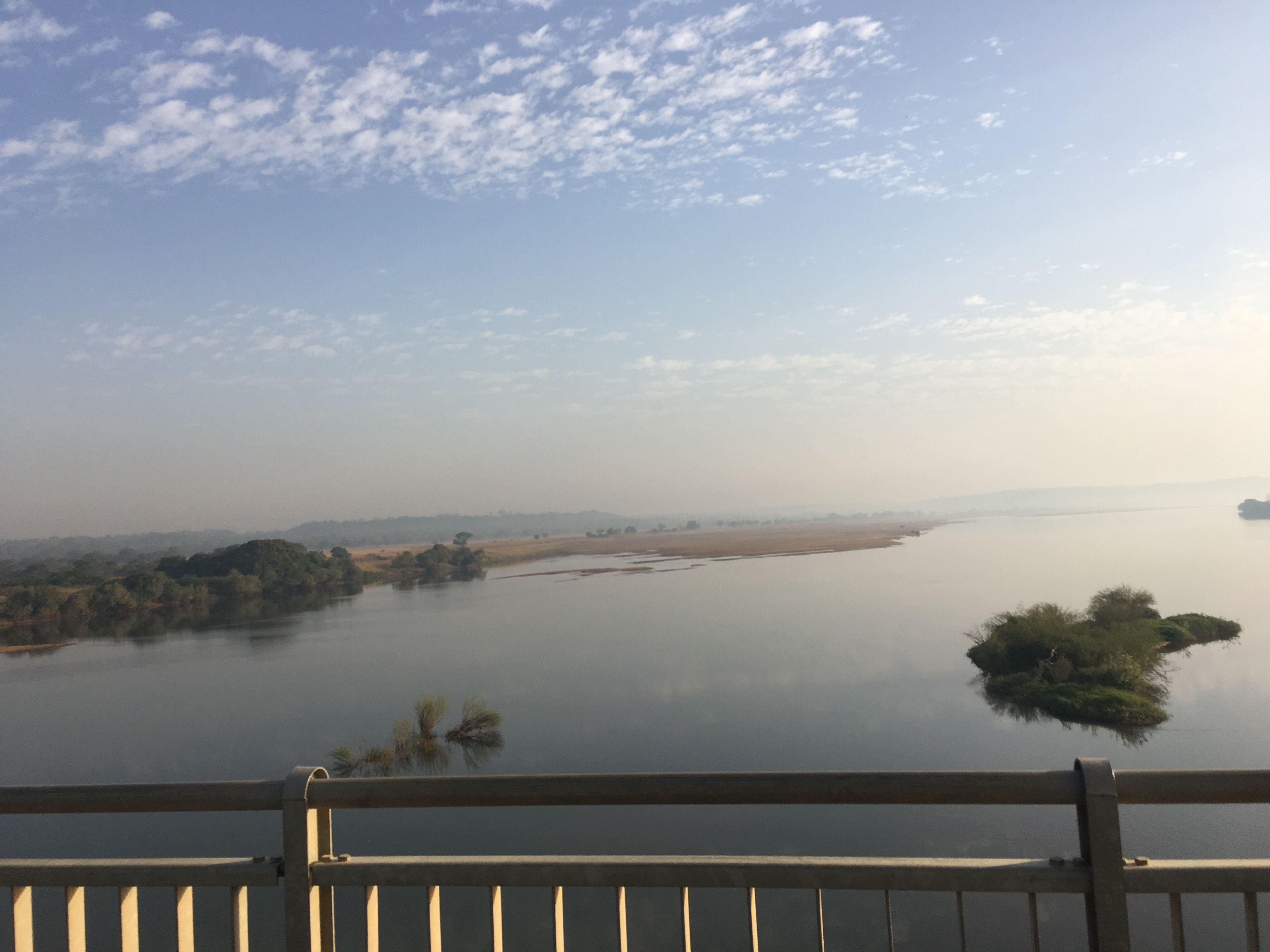
Niger bij Kouroussa

1. Kouroussa-Centre
2. Babila
3. Balato
4. Banfélé
5. Baro
6. Cisséla
7. Douako
8. Doura
9. Kiniéro
10. Komola-Koura
11. Koumana
12. Sanguiana